# Bulgarischer Eishockeyverband
Der Bulgarische Eishockeyverband (bulgarisch Българска Федерация по Хокей на Лед) ist der nationale Eishockeyverband Bulgariens. 

## Geschichte
Der Verband wurde im Jahre 1946 gegründet und am 25. Juli 1960 in die Internationale Eishockey-Föderation aufgenommen. Der Verband gehört zu den IIHF-Vollmitgliedern. Aktueller Präsident ist Krassimir Krastew. 
Der Verband kümmert sich überwiegend um die Durchführung der Spiele der bulgarischen Eishockeynationalmannschaft sowie der Frauen-Nationalmannschaft und der Junioren-Mannschaften. Zudem organisiert der Verband den Spielbetrieb auf Vereinsebene, unter anderem in der bulgarischen Eishockeyliga und im bulgarischen Eishockeypokal.